# Diego de Romano e Govea
Diego de Romano y Govea (1538 - 12 de abril de 1606) foi um bispo católico que serviu como Bispo de Tlaxcala (1578–1606).

## Biografia
Diego de Romano y Govea nasceu em Valladolid, em Espanha. No dia 13 de janeiro de 1578, o Papa Gregório XIII nomeou-o Bispo de Tlaxcala. Foi ordenado em Madrid. A 2 de dezembro de 1578, foi empossado como bispo. Serviu como Bispo de Tlaxcala até à sua morte a 12 de abril de 1606.